# San Gregorio d'Ippona
San Gregorio d'Ippona est une commune italienne de la province de Vibo Valentia dans la région Calabre en Italie. 

## Géographie

### Hameaux
Mezzocasale, Regina Elena, Zammarò  

### Communes limitrophes
Francica, Jonadi, San Costantino Calabro, Vibo Valentia

## Administration

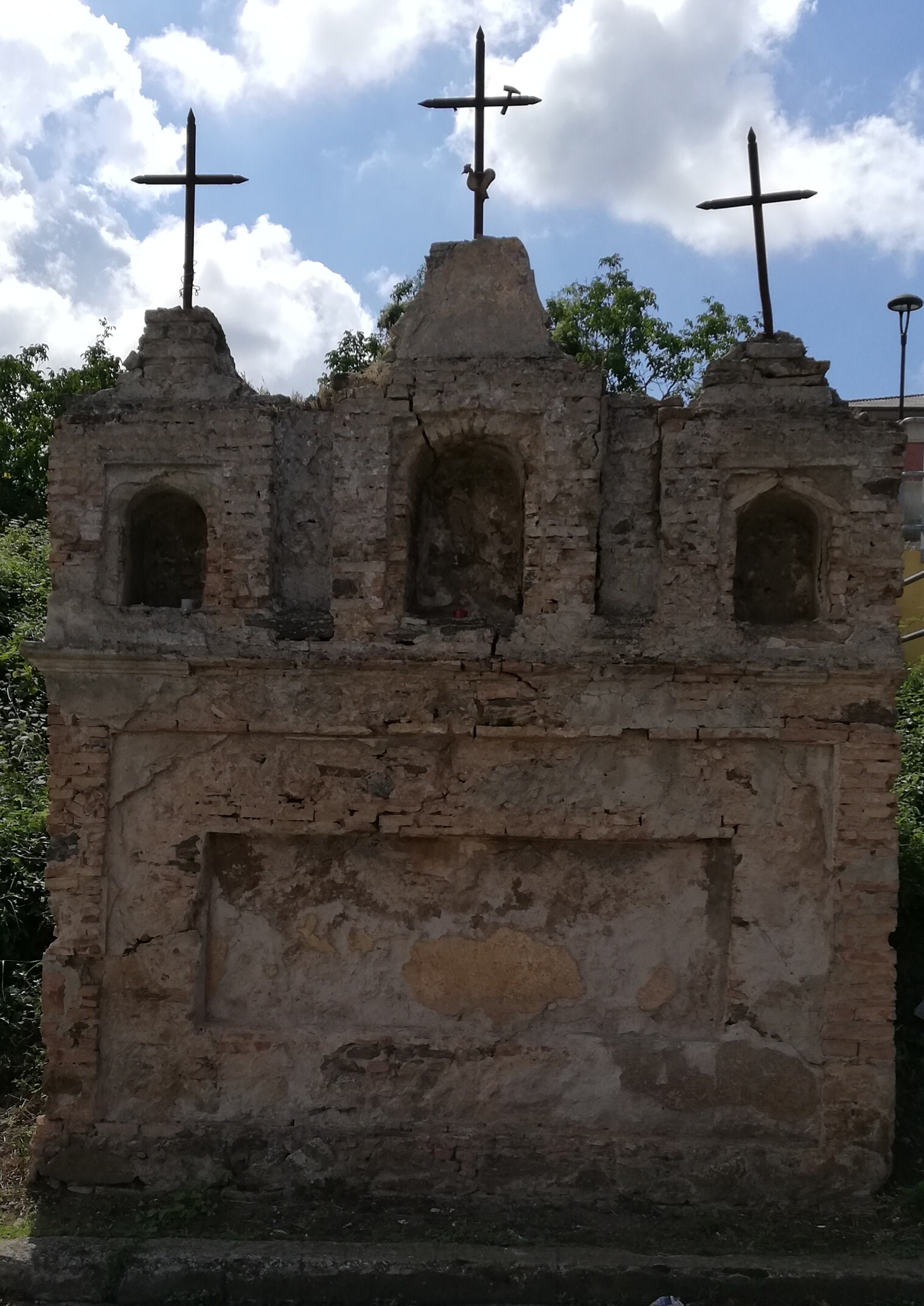
Calvaire près de l'église de Zammarò.

| Période           | Période  | Identité           | Étiquette                              | Qualité |
| ----------------- | -------- | ------------------ | -------------------------------------- | ------- |
| 21 septembre 2020 | En cours | Pasquale Farfaglia | liste civique Insieme per San Gregorio |         |